# Копач
Копач (рум. Copaci) — село у повіті Хунедоара в Румунії. Входить до складу комуни Тотешть.
Село розташоване на відстані 281 км на північний захід від Бухареста, 31 км на південь від Деви, 142 км на південь від Клуж-Напоки, 131 км на схід від Тімішоари.

## Населення
За даними перепису населення 2002 року у селі проживали 3 особи.